# Sungai Tutong
Sungai Tutong – rzeka w Brunei. Wypływa w południowej części Dystryktu Tutong. Następnie przepływa przez miejscowości Rambai, Abang, Nong Kerulau i Pekan Tutong. Uchodzi do Morza Południowochińskiego, na zachód od Pekan Tutong. Dorzecze rzeci zajmuje obszar około 1300 kilometrów kwadratowych.